# 79ª Brigata d'assalto aereo "Tauride"
La 79ª Brigata d'assalto aereo autonoma "Tauride" (in ucraino 79-та окрема десантно-штурмова Таврійська бригада?, 79-ta okrema desantno-šturmova Tavrijs'ka bryhada, unità militare A0224) è un'unità di fanteria aviotrasportata delle Forze d'assalto aereo ucraine con base a Mykolaïv.

## Storia
La brigata venne fondata nell'ottobre 1979 come 40ª Brigata d'assalto aereo nel distretto militare di Odessa dell'Unione Sovietica. Il 1 giugno 1990 venne trasferita al VDV e rinominata 40ª Brigata aviotrasportata. Dopo il crollo dell'URSS passò sotto il controllo dell'Ucraina, venendo trasferita presso l'attuale sede di Mykolaïv nel 1995. Nel 1999 venne riorganizzata nel 79º Reggimento aeromobile.
Nei primi anni 2000 i militari del reggimento hanno partecipato a numerose missioni di peacekeeping in Sierra Leone, Liberia, Iraq e paesi della ex-Jugoslavia. Il 1 luglio 2007 il reggimento è stato unito all'11º Reggimento di aviazione dell'esercito per formare la 79ª Brigata aeromobile. Il 5 giugno 2009 l'unità è stata insignita del titolo onorifico di "Mykolaïv".
L'unità fu una delle prime ad essere mobilitata durante la crisi della Crimea nel 2014, venendo schierata il 13 marzo lungo il confine dell'oblast' di Cherson per prevenire possibili avanzate russe oltre la penisola occupata. La brigata venne successivamente dispiegata durante la guerra del Donbass, rimanendo intrappolata nell'oblast' di Luhans'k insieme alla 72ª Brigata meccanizzata, riuscendo a sfuggire dalla sacca il 7 agosto poco prima di terminare le munizioni. Dopo un breve periodo di riposo venne nuovamente inviata al fronte, prendendo parte alla difesa dell'aeroporto di Donec'k. Per la loro strenua resistenza durante questa battaglia, i militari della brigata, così come quelli di altre unità coinvolte nello scontro, vennero soprannominati "Cyborg". Nel 2016 la brigata è stata riorganizzata, dopo aver ricevuto una compagnia di carri T-80, venendo rinominata 79ª Brigata d'assalto aereo. Nello stesso l'88º Battaglione della brigata, che si trovava distaccato presso Bolhrad, venne utilizzato per ricostituire la 45ª Brigata d'assalto aereo.

### Guerra russo-ucraina
In seguito all'invasione russa dell'Ucraina del 2022 l'unità ha preso parte alla difesa di Mykolaïv. Il 18 marzo la sua base è stata colpita da missili da crociera russi, i quali hanno provocato decine di morti fra gli ucraini. Trasferita sul fronte orientale, a maggio ha preso parte alla battaglia per la città di Lyman, dove a causa di un massiccio sbarramento d'artiglieria un suo battaglione ha subito numerose perdite. La brigata è comunque riuscita a ritirarsi combattendo con successo ed evitare l'imminente accerchiamento; per questa difficile azione il comandante della brigata, colonnello Oleksandr Lucenko, ha ricevuto il titolo di Eroe dell'Ucraina. Il 28 giugno l'unità è stata insignita dal presidente Zelens'kyj del titolo onorifico "Per il Valore e il Coraggio". Nell'estate del 2022 è stata schierata nell'oblast' di Donec'k, difendendo il settore a nord di Slov"jans'k. Successivamente ha preso parte ai combattimenti durante la controffensiva ucraina nella regione di Charkiv.
Nel mese di novembre è stata trasferita, supportata da elementi della 1ª Brigata corazzata, alla difesa dell'area di Mar"ïnka. La cittadina, ormai completamente ridotta a rovine, è occupata per metà dalle forze russe e contestata proprio dalla 79ª Brigata. Nel febbraio 2023 parte del personale dell'unità è stato utilizzato come base per la creazione della 37ª Brigata fanteria di marina. A giugno è stata creata in seno alla brigata una compagnia d'assalto autonoma formata da volontari bielorussi, provenienti dal Reggimento Kalinoŭski o dalla Legione internazionale e con elevata esperienza di combattimento. Alla fine di giugno la brigata ha condotto un contrattacco e sfondato una linea fortificata russa nel settore di Mar"ïnka, riconquistando posizioni occupate sin dal 2014. All'inizio di ottobre ha sostenuto la difesa della 116ª Brigata di difesa territoriale contro una massiccia offensiva volta a circondare Avdiïvka, che è stata respinta con gravissime perdite per la 90ª Divisione corazzata russa.
Il 21 novembre 2023, in occasione della Giornata delle Forze Aviotrasportate, la brigata ha ricevuto il titolo onorifico di "Tauride", toponimo greco antico della Crimea. All'inizio del 2024 ha respinto un assalto della 20ª Divisione fucilieri motorizzata contro il villaggio di Novomychajlivka, infliggendo perdite al reparto meccanizzato nemico. Fra febbraio e marzo, supportata dalla 116ª Brigata di difesa territoriale, ha difeso la posizione da numerosi attacchi condotti principalmente dalla 155ª Brigata fanteria di marina, la quale ha subito gravi perdite nel tentativo di raggiungere il centro abitato. Nel periodo compreso fra ottobre 2023 e aprile 2024 la brigata ha riportato la distruzione di 312 veicoli corazzati nemici nei dintorni di Novomychajlivka. Il 22 aprile la brigata, dopo aver difeso il centro abitato per oltre un anno, si è dovuta ritirare sotto la pressione della 155ª e della 36ª Brigata, supportate da 7 reggimenti fucilieri motorizzati e un reggimento corazzato. Nella seconda metà di luglio ha respinto diversi assalti, fra cui due dei più massicci dell'intera guerra composti da ben 57 e 58 veicoli da combattimento impiegati in una singola azione, in direzione di Kurachove, villaggio a est di Mar"ïnka, condotti principalmente dalla 150ª e 20ª Divisione fucilieri motorizzata, infliggendo gravissime perdite ai reparti meccanizzati avversari grazie al lavoro coordinato di droni, artiglieria e ATGM. Nei mesi successivi ha continuato a difendere con successo l'area a sud di Kurachove, respingendo numerosi assalti meccanizzati russi e distruggendo decine di veicoli corazzati. Durante la seconda metà di ottobre ha inflitto ulteriori perdite alla 20ª Divisione fucilieri motorizzata nel corso di duri combattimenti nell'area del villaggio di Illinka, trovatosi in una posizione critica in seguito alla caduta di Vuhledar. Nelle settimane seguenti la brigata ha dovuto infatti difendersi anche dagli attacchi provenienti da sud e condotti dalla 57ª Brigata fucilieri motorizzata. Successivamente, con l'aumentare della pressione russa nel settore di Kurachove, la brigata ha abbandonato Uspenivka e ripiegato verso ovest lungo il corso del fiume Suchi Jaly, difendendosi con successo dagli assalti della 36ª Brigata fucilieri motorizzata e del 91º Reggimento della 51ª Armata combinata. A metà luglio la brigata è stata ritirata nelle retrovie del fronte, venendo sostituita dalla 42ª Brigata meccanizzata; all'inizio di agosto è stata tuttavia rischierata in combattimento, contrattaccando la penetrazione russa a est di Dobropillja.

## Struttura
- Comando di brigata[48]
- 1º Battaglione d'assalto aereo
- 2º Battaglione d'assalto aereo
- 3º Battaglione d'assalto aereo "Fenice"
- 4º Battaglione aeromobile
- Compagnia d'assalto aereo "Bielorussia"[49]
- Compagnia corazzata (T-80BV e T-72EA)
- Compagnia sistemi senza pilota "Perun"
- Gruppo d'artiglieria
  - Batteria acquisizione obiettivi
  - Battaglione artiglieria campale (D-30 e M119)
  - Battaglione artiglieria semovente (2S1 Gvozdika)
  - Battaglione artiglieria lanciarazzi (BM-21 Grad)
- Compagnia artiglieria missilistica contraerei (9K35 Strela-10)
- Compagnia ricognizione
- Compagnia genio
- Compagnia supporto aereo
- Compagnia logistica
- Compagnia manutenzione
- Compagnia comunicazioni
- Compagnia difesa NBC
- Compagnia medica
- Plotone cecchini

## Comandanti
- Tenente colonnello Oleksij Atroščenko (1992 - 1993)
- Colonnello P. Zelenjak (1993 - 1996)
- Colonnello Š. Kulijev (1996 - 1998)
- Colonnello A. Bachtin (1998 - 1999)
- Colonnello V. Pasjura (1999 - 2002)
- Colonnello Kostjantyn Masljennikov (2002 - 2005)
- Colonnello Volodymyr Choružyj (2005 - 2007)
- Colonnello Kostjantyn Masljennikov (2007 - agosto 2011)[50]
- Colonnello Jurij Kljat (agosto 2011 - 2012)[51]
- Colonnello Oleksij Šandar (2012 - 2016)[52]
- Colonnello Valerij Kurač (2016 - 2019)[53]
- Colonnello Oleksandr Lucenko (2019 - 2022)[54]
- Tenente colonnello Svjatoslav Zaїc' (2022 - 2023)[55]
- Colonnello Jevhen Šamataljuk (2023 - 2024)[56]
- Colonnello Eduard Kolodij (2024 - in carica)[57]